# Поповское (Кузнечихинское сельское поселение)
Поповское — деревня в Ярославском районе Ярославской области. Входит в состав Кузнечихинского сельского поселения.

## География
Находится в восточной части Ярославской области на расстоянии приблизительно 17 км на север-северо-запад по прямой от станции Филино на левом берегу реки Ить.

## История
До 1777 года деревня входила в состав Городского стана Ярославского уезда. В 1678 году в деревне было 7 жилых крестьянских дворов, в которых проживали 30 крестьян мужского пола. В то время деревня принадлежала стольнику князю Ивану Петровичу Козловскому.
С 1777 года — в составе Романово-Борисоглебского уезда Ярославского наместничества, затем Ярославской губернии.
На карте 1798 года отмечена как сельцо Дорок (Поповское тож). В 1859 году здесь было учтено 10 дворов, на окраине деревни находился винный завод; в 1898 — 14 дворов.

## Население
Численность населения: 77 человек (1859 год), 7 (русские 100 %) в 2002 году, 40 в 2010.